# Bryn Christopher
Bryn Christopher (* 8. November 1985 in Birmingham) ist ein britischer Soulpopsänger.

## Leben und Wirken
Aufgewachsen ist Christopher in Great Barr bei Birmingham. In der Schule schloss er sich der Theatergruppe an. Später war er Mitglied einer Soulband und wählte Musik als ein Fach für seinen Schulabschluss. Zwei Jahre besuchte er danach eine Londoner Schauspielschule, bevor er den entscheidenden Kontakt zur Musikindustrie bekam. Es folgte ein Plattenvertrag, bei der Tour von Amy Winehouse Ende 2007 spielte er im Vorprogramm und er trat bei renommierten Festivals wie Glastonbury auf. Seine Debütsingle The Quest erreichte im Juni 2008 die britischen Charts. 2020 ist er zusammen mit der schwedischen Popsängerin Nea als Gastsänger bei Felix Jaehn zu hören. Die Single No Therapy erschien am 21. August 2020 und erreichte unter anderem Rang 82 der deutschen Singlecharts.

## Diskografie

### Alben
- 2008: My World

### Singles
- 2008: The Quest
- 2008: Smilin’
- 2009: Fearless
- 2009: Taken Me Over

### Gastbeiträge
- 2015: City Lights (Culture Shock feat. Bryn Christopher)
- 2015: Sweet Lovin’ (Sigala feat. Bryn Christopher)
- 2016: I Want Your Love (Jenaux feat. Bryn Christopher)
- 2018: Me, Myself & I (Blonde feat. Bryn Christopher)
- 2019: All Around the World (Matoma feat. Bryn Christopher)
- 2020: No Therapy (Felix Jaehn feat. NEA & Bryn Christopher)